# Regard sur la scène artistique lyonnaise au XXe siècle
Regard sur la scène artistique lyonnaise au XXe siècle est une exposition qui s'est déroulée entre le 4 décembre 2015 et le 4 juillet 2016 au musée des Beaux-Arts de Lyon, en France. Elle propose, à travers 173 œuvres, l'évolution de la scène artistique lyonnaise du début du XXe siècle jusqu'aux années 1980. On y retrouve des œuvres d'artistes comme Pierre Combet-Descombes, Jacques Truphémus, Marc Desgrandchamps, Stéphane Braconnier, Christian Lhopital ou Patrice Giorda.
Une grande partie des collections d'art moderne du musée des Beaux-Arts de Lyon a été exposée à Mexico (11 novembre 2015 - 3 avril 2016) puis à Guadalajara (21 avril - 10 juillet 2016). L’exposition présente les artistes lyonnais ou ayant eu un rapport fort avec la ville. À partir du fonds du musée, complété par des œuvres prêtées par des collections publiques et privées, cette présentation met en évidence plusieurs figures et moments-clés de cette période à Lyon.
Le commissariat de l'exposition est assuré par Sylvie Ramond, conservateur en chef du patrimoine, directrice du musée des Beaux-Arts de Lyon et Patrice Béghain, auteur notamment d'Une histoire de la peinture à Lyon.

## Artistes exposés
Les artistes exposés sont :
- Georges Adilon  (1928-2009), 3 œuvres
- Jean-Philippe Aubanel (1953-), 1 œuvre
- Armand Avril (1926-), 1 œuvre
- Jeanne Bardey (1872-1954), 1 œuvre
- Adrien Bas (1884-1925), 10 œuvres
- Jean Batail (1930-), 1 œuvre
- Lucien Beyer (1908-1983), 1 œuvre
- Alexandre François Bonnardel (1867-1942), 1 œuvre
- Louis Bouquet (1885-1952), 1 œuvre
- Stéphane Braconnier (1958-2015), 1 œuvre
- Eugène Brouillard (1870-1950), 1 œuvre
- René-Maria Burlet (1904-1994), 3 œuvres
- Philippe Burnot (1877-1956), 2 œuvres
- Émilie Charmy (1877-1974), 1 œuvre
- Antoine Chartres (1903-1968), 3 œuvres
- Jean Chevalier (1913-2002), 1 œuvre
- Pierre Combet-Descombes (1885-1966), 16 œuvres
- André Cottavoz (1922-2012), 3 œuvres
- Jean Couty (1907-1991), 3 œuvres
- Modest Cuixart (1925-2007), 1 œuvre
- Claude Dalbanne (1877-1964), 4 œuvres
- Michel Dauvergne (1949-), 1 œuvre
- Philippe Dereux (1918-2001), 2 œuvres
- Marc Desgrandchamps (1960-), 2 œuvres
- Émile Didier (1890-1965), 2 œuvres
- Pierre Doye (1927-), 1 œuvre
- Étienne-Martin (1913-1995), 2 œuvres
- Evaristo Estivill (1923-2008), 1 œuvre
- Ferdinand Fargeot (1880-1957), 1 œuvre
- Jean Fusaro (1925-), 1 œuvre
- Jean-Pierre Giard (1957-), 1 œuvre
- Charles Giaume (1925-1994), 1 œuvre
- Marcel Gimond (1894-1961), 1 œuvre
- Patrice Giorda (1952-), 2 œuvres
- Albert Gleizes (1881-1953), 2 œuvres
- Daniel Gloria (1908-1989), 1 œuvre
- François Guiguet (1860-1937), 1 œuvre
- Jean-Marcel Héraut-Dumas (1920-1982), 2 œuvres
- Léonie Humbert-Vignot (1878-1960), 3 œuvres
- Renaud Icard (1886-1971), 1 œuvre
- Claude Idoux (1915-1990), 2 œuvres
- Pierre Jacquemon (1935-2001), 1 œuvre
- Jackie Kayser (1946-), 1 œuvre
- Henri Lachièze-Rey (1927-1974), 3 œuvres
- Jean-Baptiste Larrivé (1875-1928), 2 œuvres
- Andrée Le Coultre (1917-1986), 2 œuvres
- Albert Le Normand (1915-2013), 3 œuvres
- Gilles Lecoffre (1957-), 1 œuvre
- Jim Leon (1938-2002), 1 œuvre
- Christian Lhopital (1953-), 2 œuvres
- Claudius Linossier (1893-1953), 1 œuvre
- Émile Malespine (1892-1952), 2 œuvres
- Jean Martin (1911-1986), 2 œuvres
- Pierre Montheillet (1923-2011), 1 œuvre
- Étienne Morillon (1885-1949), 1 œuvre
- Camille Niogret (1910-2009), 3 œuvres
- Kacem Noua (1952-), 1 œuvre
- Pierre Pelloux (1903-1975), 5 œuvres
- Robert Pernin (1895-1975), 4 œuvres
- Paul Philibert-Charrin (1920-2007), 1 œuvre
- Alain Pouillet (1953-), 1 œuvre
- Philippe Pourchet (1872-1941), 4 œuvres
- Robert Pouyaud (1901-1970), 2 œuvres
- Jean Raine (1927-1986), 2 œuvres
- Paul Régny (1918-2013), 1 œuvre
- Marcel Renard (1893-1974), 1 œuvre
- Alphonse Rodet (1890-1975), 2 œuvres
- Marcel Roux (1878-1922), 7 œuvres
- Georges Salendre (1890-1985), 2 œuvres
- Max Schoendorff (1934-2012), 1 œuvre
- Louis Thomas (1892-1989), 2 œuvres
- Georges Albert Tresch (1881-1948), 1 œuvre
- Jacques Truphémus (1922-), 3 œuvres
- Henri Ughetto (1941-2011), 8 œuvres
- Zelman (1905-1945), 1 œuvre